# Жонатан Олівейра да Сілва
Жонатан Олівейра да Сілва або просто Жо (порт.-браз. Jonathan Oliveira da Silva / Jô, нар. 30 листопада 1989, Порту-Алегрі, Бразилія) — бразильський футболіст, вінгер та нападник.

## Життєпис
Народився в місті Порту-Алегрі, штат Ріу-Гранді-ду-Сул. Дорослу футбольну кар'єру розпочав у 2011 році в складі місцевого «Крузейро», який виступав у Лізі Гаушу. Дебютував у команді 16 січня 2011 року в переможному (1:0) домашньому поєдинку 1-го туру Ліги Гаушу проти «Інтернасьйонала». Жо вийшов на поле в стартовому складі та відіграв увесь матч. Дебютним голом за «Крузейро» відзначився 6 лютого 2011 року на 9-ій хвилині переможного (3:2) домашнього поєдинку 7-го туру Ліги Гаушу проти «Лажеаденсе». Жонатан вийшов на поле в стартовому складі та відіграв увесь матч. 
З червня по липень 2011 року захищав кольори другої команди «Інтернасьйонала». 
1 вересня 2011 року уклав договір з «Віла-Нова», у футболці якого дебютував 10 вересня 2011 року в програному (1:2) домашньому поєдинку бразильської Серії B проти «Боа». Олівейра да Сілва вийшов на поле на 75-й хвилині, замінивши Даві Сеару. 
Потім грав за «Луверденсе» та знову за «Крузейро» (Порту-Алегрі). 
1 липня 2012 року підсилив «Шапекоенсе». Дебютним голом у чемпіонатах Бразилії (Серія D) відзначився 28 липня 2012 року на 90-й хвилині переможного (1:0) виїзного поєдинку 5-го туру проти «Дуке-ді-Кашиас». Жо вийшов на поле на 46-й хвилині, замінивши Ескердінью. У складі «Шапекоенсе» в Серії C зіграв 18 матчів, в яких відзначився 4-ма голами.
З початку 2013 по травень 2016 року виступав у чемпіонатах штату та нижчих дивізіонах чемпіонату Бразилії (Серія C та D) у складі «Крузейро» (Порту-Алегрі), «Лажеаденсе», «Паулісти», «Пайсанду», «Сан-Хосе» та «Жувентуде».
9 травня 2016 року підписав контракт з «Лондриною». Дебютним голом у Серії B відзначився 4 червня 2016 року на 82-й хвилині переможного для «Лондрини» поєдинку 6-го туру проти «Тупі». Жонатан вийшов на поле в стартовому складі та відіграв увесь матч. У складі команди в Серії B зіграв 31 матч, в яких відзначився 3-ма голами. 
З 2017 по 2020 рік захищав кольори «Сан-Хосе», «Форталези», «Жувентуде», «Лондрини», «Санта-Кружу» та «Пелотаса». З 1 травня 2020 року перебував без клубу.
26 лютого 2021 року підписав контракт з харківським «Металом», який у червні того ж року було перейменовано на «Металіст». 31 серпня 2021 року Жо в соціальній мережі повідомив, що через особисті обставини покинув Харків і повертається до Бразилії.